# Jan van de Cappelle
Jan van de Cappelle (né en 1626 à Amsterdam dans les Provinces-Unies et mort en 1679 dans la même ville) est un peintre de marine et de paysages hivernaux de l’âge d'or de la peinture néerlandaise.

## Biographie
Il a vécu toute sa vie à Amsterdam  lors du siècle d'or néerlandais et, en parallèle avec sa carrière d'artiste, a passé beaucoup de temps à travailler dans la teinturerie familiale dont il a finalement hérité en 1674. En raison de cette activité, on lui connait seulement 150 peintures, nombre relativement faible en comparaison des autres peintres néerlandais de cette période. Ses marines dépeignent habituellement des estuaires ou des scènes de rivière plutôt que la mer, et les eaux y sont généralement très calmes, ce qui leur permet de refléter les formations nuageuses dans le ciel, effet pictural qui était la spécialité de van de Cappelle. Son travail a notamment influencé celui de Willem Van de Velde le Jeune et il est désormais reconnu comme l'un des grands peintres de marines du siècle d'or néerlandais.  
Grâce à l'entreprise familiale de teinture de draps, il est un homme riche, possédant des immeubles et un bateau. Avec sa fortune, il constitue une imposante collection d’œuvres d'art, tableaux et dessins, dont 500 dessins de Rembrandt, 400 de Jan van Goyen, 900 de Hendrick Avercamp et 1300 de Simon de Vlieger.  

## Œuvre
En 1649, avec Simon de Vlieger, ils changèrent le cours de marines hollandaises en inventant le tableau "défilé", dans lequel de grands bateaux sont réunis pour des occasions spéciales sous un ciel imposant chargé de nuages.
- Naviguant dans le calme (1649), huile sur panneau, 70 × 92 cm, J. Paul Getty Museum, Los Angeles
- Navire hollandais saluant une péniche qui s'éloigne, et beaucoup de petits bateaux à l'ancre (1650), huile sur chêne, 85 × 114 cm, National Gallery, Londres[4]
- La Flotte nationale saluant la péniche du gouvernement (1650), huile sur panneau de bois, 64 × 92 cm, Rijksmuseum, Amsterdam[5]
- Scène d'hiver (1652-1653), huile sur toile, 51 × 67 cm, Rijksmuseum, Amsterdam[6]
- Navires sur une mer calme (1661), huile sur panneau, 43 × 59 cm, Collection Bentinck-Thyssen, prêt au Museum Kunstpalast, Dusseldorf[7]